# Persone di nome Christiane
| Questa pagina contiene informazioni ricavate automaticamente dalle voci biografiche con l'ausilio del template Bio e di un bot. L'aggiornamento è periodico e automatico e ricostruisce completamente la pagina. Se manca una persona in questa lista, sei pregato di non aggiungerla, ma accertati piuttosto che la sua voce biografica contenga il template Bio e che i dati anagrafici siano correttamente compilati. Se il template Bio manca, inseriscilo tu stesso o, in alternativa, metti l'avviso {{tmp\|Bio}} che ne segnala la mancanza. Se i dati riportati sono sbagliati, correggi direttamente la voce biografica; le modifiche saranno visibili in questa lista entro pochi giorni. Per chiarimenti vedi il progetto antroponimi. La lista contiene solo le 56 persone che sono citate nell'enciclopedia e per le quali è stato implementato correttamente il template Bio. Pagina aggiornata al 16 ott 2024. |

Questa è una lista di persone presenti nell'enciclopedia che hanno il prenome Christiane, suddivise per attività principale.

## Antropologhe(1)
- Christiane Dunoyer, antropologa e etnologa italiana (Aosta, n. 1972)

## Artiste(1)
- Christiane Cegavske, artista, animatrice e regista statunitense (Oregon, n. 1971)

## Attrici(11)
- Christine Carrère, attrice francese (Digione, n. 1930 - Fréjus, † 2008)
- Christiane Filangieri, attrice e ex modella italiana (Würzburg, n. 1978)
- Christiane Hammacher, attrice tedesca (Mannheim, n. 1939)
- Christiane Jean, attrice e doppiatrice francese (Algeri, n. 1959)
- Christiane Krüger, attrice tedesca (Amburgo, n. 1945)
- Christiane Kubrick, attrice, pittrice e cantante tedesca (Braunschweig, n. 1932)
- Christiane Nielsen, attrice tedesca (Würzburg, n. 1936 - Francoforte sul Meno, † 2007)
- Christiane Noll, attrice, cantante e doppiatrice statunitense (New York, n. 1968)
- Christiane Paul, attrice tedesca (Berlino, n. 1974)
- Christiane Seidel, attrice statunitense (Wichita Falls, n. 1988)
- Christiane Torloni, attrice brasiliana (San Paolo, n. 1957)

## Attrici teatrali(1)
- Christiane Becker, attrice teatrale tedesca (Crossen an der Oder, n. 1778 - Weimar, † 1797)

## Biologhe(1)
- Christiane Nüsslein-Volhard, biologa tedesca (Magdeburgo, n. 1942)

## Canottiere(2)
- Christiane Huth, canottiera tedesca (Suhl, n. 1980)
- Christiane Knetsch, ex canottiera tedesca (Brandenburg an der Havel, n. 1956)

## Cantanti(1)
- Christiane Hebold, cantante tedesca (Hohenthurm, n. 1966)

## Cestiste(1)
- Tita Sajous, cestista francese (Bayonne, n. 1930 - Auch, † 2023)

## Cicliste su strada(1)
- Christiane Soeder, ciclista su strada austriaca (Remscheid, n. 1975)

## Danzatori su ghiaccio(1)
- Jean Paul Guhel, danzatore su ghiaccio francese (Auray, n. 1930 - Ploemel, † 1988)

## Danzatrici(1)
- Christiane Vaussard, ballerina francese (Neuilly-sur-Seine, n. 1923 - Louveciennes, † 2011)

## Danzatrici su ghiaccio(1)
- Christiane Guhel, danzatrice su ghiaccio francese (Parigi, n. 1932 - Quincy-sous-Sénart, † 2023)

## Editrici(1)
- Minna Herzlieb, editrice tedesca (Sulechów, n. 1789 - Görlitz, † 1865)

## Egittologhe(2)
- Christiane Desroches Noblecourt, egittologa e archeologa francese (Parigi, n. 1913 - Épernay, † 2011)
- Christiane Ziegler, egittologa francese (L'Isle-sur-la-Sorgue, n. 1942)

## Giocatrici di curling(1)
- Christiane Scheibel, giocatrice di curling tedesca (n. 1961)

## Giornaliste(2)
- Christiane Amanpour, giornalista britannica (Londra, n. 1958)
- Christiane Arp, giornalista tedesca (Stinstedt, n. 1961)

## Infermiere(1)
- Christiane Reimann, infermiera danese (Copenaghen, n. 1888 - Siracusa, † 1979)

## Informatiche(1)
- Christiane Floyd, informatica austriaca (n. 1943)

## Mezzofondiste(1)
- Christiane Wartenberg, mezzofondista tedesca orientale (Prenzlau, n. 1956)

## Modelle(3)
- Christiane Lillio, modella francese (n. 1951)
- Christiane Martel, modella francese (Piennes, n. 1936)
- Christiane Sibellin, modella francese (n. 1948)

## Nuotatrici(2)
- Christiane Knacke, ex nuotatrice tedesca orientale (Berlino Est, n. 1962)
- Christiane Pielke, ex nuotatrice tedesca occidentale (Hannover, n. 1963)

## Pallavoliste(1)
- Christiane Fürst, ex pallavolista e dirigente sportiva tedesca (Dresda, n. 1985)

## Pianiste(2)
- Christiane Jaccottet, pianista e clavicembalista svizzera (Losanna, n. 1937 - Rivaz, † 1999)
- Ernestine von Fricken, pianista boema (Podhradí, n. 1816 - Aš, † 1844)

## Politiche(3)
- Christiane Brassel-Rausch, politica, attrice e regista lussemburghese
- Christiane Scrivener, politica francese (Mulhouse, n. 1925 - † 2024)
- Christiane Taubira, politica francese (Caienna, n. 1952)

## Principesse(1)
- Christiane Gyldenløve, principessa danese (Odense, n. 1672 - Copenaghen, † 1689)

## Sceneggiatrici(1)
- Christiane Sadlo, sceneggiatrice, scrittrice e giornalista tedesca (Ravensburg, n. 1954)

## Schermitrici(1)
- Christiane Weber, ex schermitrice tedesca (Mülheim an der Ruhr, n. 1962)

## Sciatrici alpine(3)
- Christiane Abenthung, ex sciatrice alpina austriaca (n. 1973)
- Christiane Bauer, ex sciatrice alpina tedesca (n. 1983)
- Christiane Mitterwallner, ex sciatrice alpina austriaca (Schladming, n. 1974)

## Scrittrici(1)
- Christiane Rochefort, scrittrice francese (Parigi, n. 1917 - † 1998)

## Soprani(1)
- Christiane Karg, soprano tedesco (Feuchtwangen, n. 1980)

## Storiche(1)
- Christiane Klapisch-Zuber, storica e docente francese (Thann, n. 1936)

## Tenniste(2)
- Christiane Jolissaint, ex tennista svizzera (Vevey, n. 1961)
- Christiane Mercelis, tennista belga (n. 1931 - Uccle, † 2024)

## Velociste(1)
- Christiane Krause, ex velocista tedesca (Berlino, n. 1950)

## Senza attività specificata(1)
- Christiane Vlassi, ex ballerina francese (n. 1938)